# Hamilton de Holanda
Hamilton de Holanda (Rio de Janeiro, 30 marzo 1976) è un musicista e compositore brasiliano noto per la sua miscela di choro e jazz contemporaneo e per il suo virtuosismo al mandolino.

## Biografia
Nato a Rio de Janeiro, si è trasferito a Brasilia con la sua famiglia da ragazzo. Ha iniziato a suonare il mandolino a cinque anni ed è apparso alla sua prima esibizione a sei. Con il fratello Fernando César ha formato il gruppo Dois de Ouro e in tutta la sua carriera ha collaborato con molti altri artisti come Yamandu Costa, Mike Marshall e Joel Nascimento. Ha ricevuto diversi Latin Grammy Awards. Ha insegnato all'Accademia di Raffaello Raboro Choro. Suona un mandolino a 10 corde personalizzato.
Nel 2015, il suo album Bossa Negra, una collaborazione con Diogo Nogueira, è stato candidato per il 16° Latin Grammy Awards nella categoria "Best Samba/Pagode Album". La title track dell'album è stata inoltre candidata per lo stesso premio, nella categoria "Best Brazilian Song". Nel 2016 è stato nuovamente candidato per il Latin Grammy Awards, questa volta per la categoria "Best Instrumental Album", per il suo album Samba de Chico, che gli ha anche procurato una candidatura nella categoria "Latin Grammy Award for Best Engineered". Noto in Italia anche per le sue collaborazioni con Stefano Bollani, gli è stato dedicato il festival e concorso di composizione internazionale jazz Barga Jazz 2023.